# Axel P. Lehmann

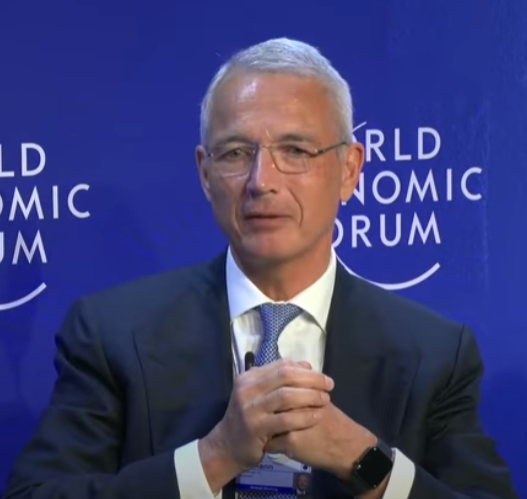
Axel P. Lehmann (2022)

Axel Peter Lehmann (* 23. März 1959 in Bern) ist ein Schweizer Ökonom, Titularprofessor und Bankmanager. Von Januar 2022 bis Juni 2023 war er Verwaltungsratspräsident der Credit Suisse Group.

## Leben und Ausbildung
Lehmann wuchs in Wabern bei Bern auf und besuchte dort die Primar- und Unterstufe. Nach dem Wechsel ans Gymnasium Kirchenfeld, welches er mit der Matura (Typus E) abschloss, studierte und promovierte er an der Universität St. Gallen (HSG) mit der Vertiefungsrichtung Risikomanagement und Versicherung. 1996 folgte die Habilitation und Ernennung zum Privatdozenten für Betriebswirtschaftslehre und Dienstleistungsmanagement an der HSG. Seit 2007 ist er ausserdem Präsident des Geschäftsleitenden Ausschusses des Instituts für Versicherungswirtschaft (I.VW-HSG) der Universität St. Gallen. Von 1994 bis 1995 war Lehmann Gastprofessor an der Wirtschaftsuniversität Luigi Bocconi in Mailand. Ferner absolvierte er Studien- und Forschungsaufenthalte an der Harvard Business School sowie am First Interstate Center for Services Marketing an der Arizona State University. Des Weiteren ist er Alumni der Wharton School an der University of Pennsylvania, wo er im Jahr 2000 das Advanced Management Program absolvierte.
Lehmann ist Autor und Co-Autor mehrerer Bücher sowie von über 80 Publikationen in Fachzeitschriften, Festschriften und Handbüchern.

## Karriere
Seine privatwirtschaftliche Laufbahn begann Lehmann 1980 mit studienbegleitenden Praktika bei der Berner Leben und bei IBM Schweiz in Bern. Es folgte die erste Führungsposition als Verantwortlicher für den Aufbau und die Leitung der Konzernplanung sowie des Konzerncontrollings der Rentenanstalt – heute Swiss Life – in Zürich.
1996 wechselte Lehmann zur Zurich Insurance Group als Mitglied der Geschäftsleitung der Zurich Schweiz und Leiter Unternehmensentwicklung. Es folgten mehrere Stationen im In- und Ausland, unter anderem als Leiter des Firmenkundengeschäfts in der Schweiz, CEO der Region Nordeuropa (Mittel-, Nord- und Osteuropa), CEO Zurich North America Commercial und CEO Zurich American Insurance Company, als Regional Chairman Europe mit zusätzlicher Verantwortung für Middle East and Africa und zuletzt als Group Chief Risk Officer von 2008 bis Ende 2015.
Neben seiner exekutiven Tätigkeit bei der Zurich wurde Lehmann 2009 in den Verwaltungsrat der UBS AG gewählt (2014 zusätzlich in jenen der UBS Group AG), wo er Mitglied des Risk Committees und des Governance and Nominating Committees war. 2016 wechselte er in die Geschäftsleitung der Grossbank und übernahm den Posten des Group Chief Operating Officer der UBS Group AG and UBS AG. Weiter wurde er Präsident des Executive Board von UBS Business Solutions AG.
2018 übernahm Lehmann als President UBS Switzerland die Leitung des Schweiz-Geschäfts der Grossbank und amtete zudem als President Personal & Corporate Banking der Holdinggesellschaft UBS Group AG. Von diesen Positionen trat er Anfang 2021 zurück.
Am 1. Oktober 2021 wurde Lehmann in den Verwaltungsrat der Credit Suisse Group gewählt mit Vorsitz des Risk Committees. Am 17. Januar 2022 wurde er durch den Verwaltungsrat zum Verwaltungsratspräsidenten ernannt, er folgte auf António Horta-Osório, der zurückgetreten war. Mit dem rechtlichen Zusammenschluss von Credit Suisse und UBS im Juni 2023 trat Lehmann zurück.

## Persönliches
Lehmann ist verheiratet und Vater von zwei erwachsenen Kindern.
In der Schweizer Armee bekleidete er den Rang eines Oberstleutnants im Generalstab (Offizier) und war Batallionskommandant.